# Comté d'Édesse
1098–1150
Entités précédentes :
- Empire seldjoukide

Entités suivantes :
- Zengides

Le comté d'Édesse est l’un des premiers États latins d’Orient, le plus avancé dans le monde islamique. C’est aussi le premier à être reconquis par les musulmans, une cinquantaine d’années après sa création.

## Étendue géographique

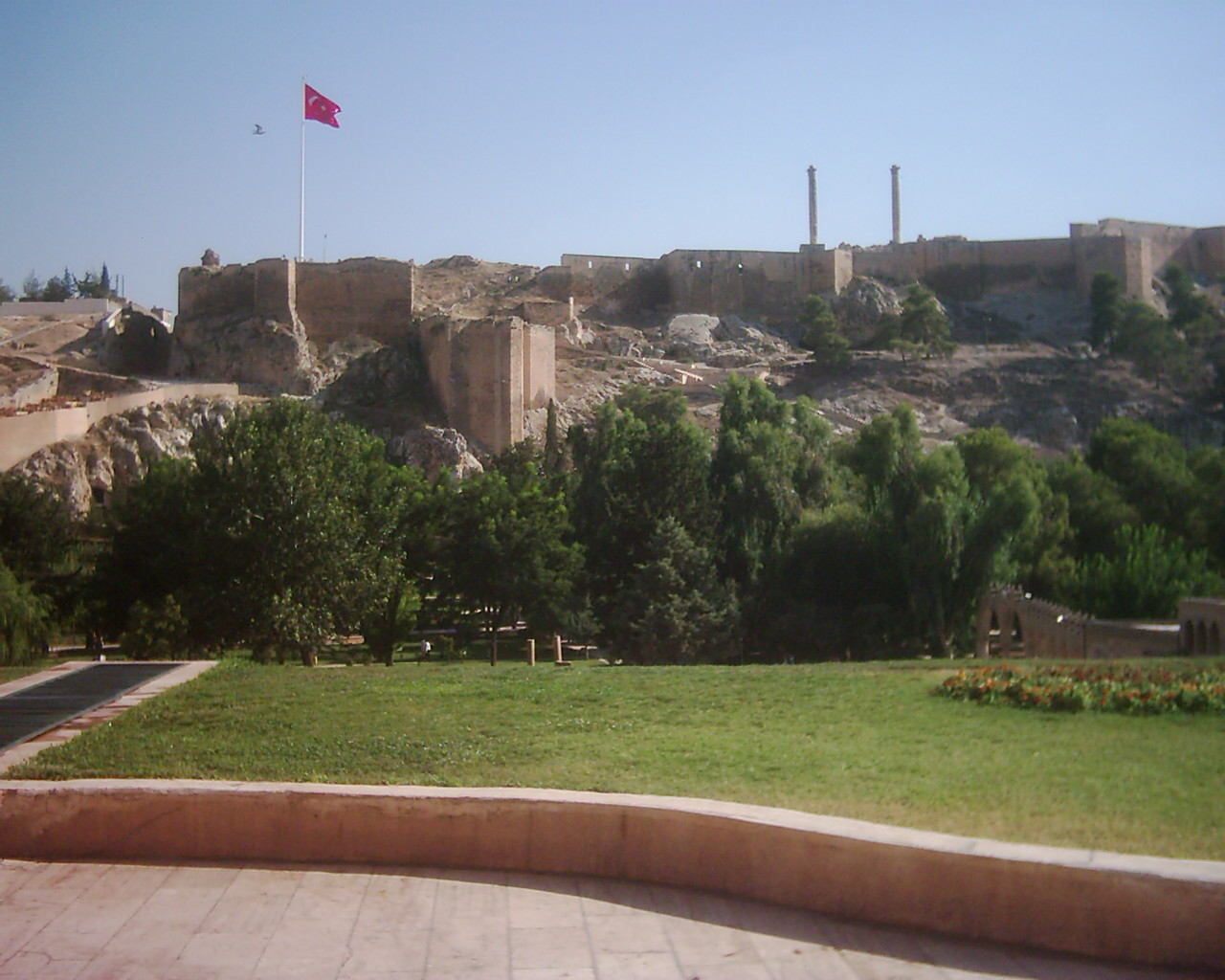
La Citadelle d'Édesse, aujourd'hui

Initialement limité aux environs d’Édesse, le Comté d'Édesse a connu une expansion telle que ses comtes sont parvenus à contrôler des territoires de part et d’autre du cours supérieur de l’Euphrate, des régions de Mélitène (Malatya), de la Commagène (autour de Samosate et de Marach), du Chabakhtan (autour de Turbessel) et de l’Osroène (autour d'Édesse). Sa capitale était Édesse et ses principales villes Turbessel, Ravendel (ancienne Rawandan, Ravendal dans certaines sources, actuel Ravanda kalesi),, Aintab (Gaziantep), Dülük (Doliché près de Gaziantep), Marach (Kahramanmaraş), Bira (Birecik), Tell-Muzen, Gargar et Malatya.
Le comté d’Édesse est bordé au nord par le sultanat de Roum et les Danichmendides, à l’est par la région de Diyarbakır, au sud par l’émirat de Mossoul, la Djazirah et l’émirat d’Alep et à l’ouest par la principauté d’Antioche et la Cilicie arménienne.

## Population
Aux alentours de l’an 1000, la région est peuplée de syriaques de religion chrétienne. Au cours du XIe siècle, la dépossession des princes d’Arménie de leurs principautés en échange de domaines dans l’Empire byzantin, puis la pression seldjoukide sur l’Arménie, incitent la population à quitter la Grande Arménie et à s’installer en Cilicie. Une importante communauté arménienne s’installe à Édesse. Pendant la période de domination de Philaretos Brakhamios, un certain nombre de nobles arméniens prennent possessions de places fortes dans la partie ouest du futur comté d’Édesse comme à Bira ou Malatya.
L’élément latin de la population reste marginal, mais compose la plus grande partie des dirigeants du comté.
Du point de vue religieux, trois patriarches coexistent à Édesse durant la période comtale, le plus souvent en bonne entente les uns avec les autres : le latin, le syriaque et l’arménien.

## Histoire

### Édesse sous l'Antiquité
Profitant de l'affaiblissement des Séleucides, plusieurs rois d'origine nabatéenne portant le nom d'« Abgar» ou de « Manu» prennent possession à la fin du IIe siècle av. J.-C. du territoire d'Édesse et de l'Osroène en Mésopotamie, et en font de 132 av. J.-C. à 216 apr. J.-C. leur royaume, appelé royaume d'Édesse, royaume d'Osroène, ou encore « principauté des Abgar » ou des Abgarides (onze souverains portent ce nom, mais neuf autres portent le nom de Ma'nu ou Manu.

### Édesse avant l’arrivée des Francs
Le comté d’Édesse n’est pas une création de la première croisade. En 1050, la ville était byzantine, puis un Arménien, Philaretos Brakhamios, s’en empara en 1077. Il était alors à la tête d’une principauté qui s’étendait d’Antioche à Édesse. Sa puissance et sa situation géographique gênaient les Turcs seldjoukides, qui lui prirent rapidement la majeure partie de ses terres, ne lui laissant que les alentours de Marach. Édesse est prise en 1087 par les Seldjoukides, à l'issue d'une campagne lancée en 1086, et le sultan seldjoukide Malik Shah Ier confie la ville à l’émir turc Buzan († 1094). À la mort de Malik Shah (1092), son frère Tutuş tente d’attaquer ses neveux pour s’emparer du sultanat, et oblige Buzan et Aq Sunqur al-Hajib, gouverneur d’Alep, à l’accompagner dans son expédition, mais, au moment de la bataille décisive, les deux gouverneurs abandonnent Tutuş. Ce dernier est alors obligé de faire retraite, mais attaque Alep en représailles et tue en 1094 Aq-Sonqor, ainsi que Buzan venu le secourir.

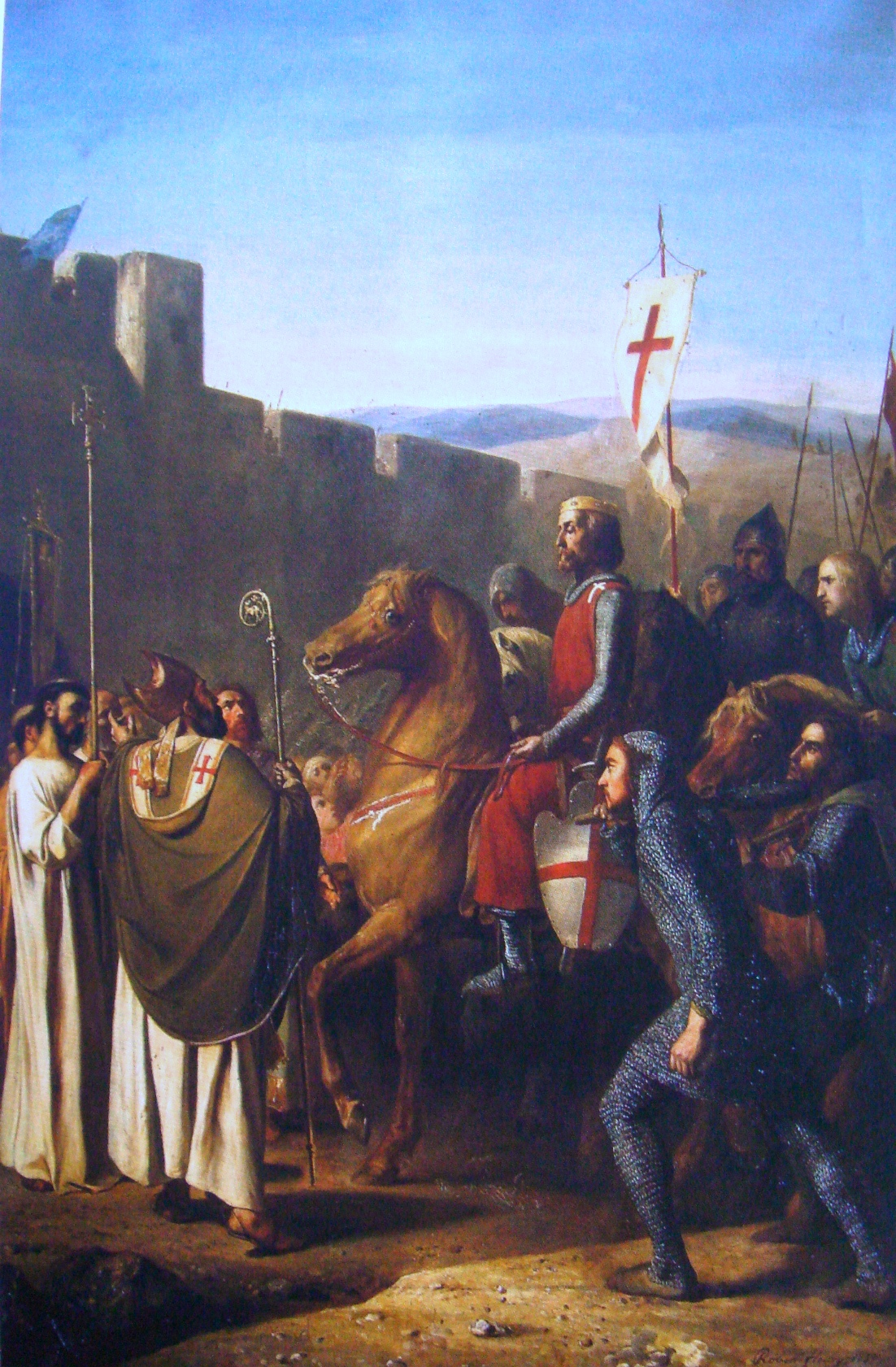
Entrée de Baudouin de Boulogne à Édesse (tableau de J. Robert-Fleury, 1840)

En 1095, un ancien lieutenant de Philaretos, Thoros, élimine la garnison seldjoukide de la citadelle d’Édesse et se rend maître de la ville. Il résiste aux attaques seldjoukides, mais, devant la pression sans cesse croissante doit demander de l’aide aux Croisés qui viennent de mettre le siège devant Antioche (1098). Baudouin de Boulogne, le frère de Godefroy de Bouillon répond à l’appel et vient avec quelques chevaliers, et prend possession en route des cités de Turbessel et de Ravendel, dont les populations arméniennes se sont soulevées contre les Turcs à leur approche. Il s’impose petit à petit dans le gouvernement de la ville, menaçant d'abandonner la ville et rejoindre les Croisés pour obliger Thoros à l’adopter comme successeur. Thoros trouve peu après la mort au cours d’une émeute (9 mars 1098), peut-être avec la complicité de Baudouin qui devint alors comte d’Édesse.

### BaudouinIerde Boulogne
À son avènement, le comté d’Édesse se réduit à la ville et à ses alentours, ainsi que des cités de Turbessel et de Ravendel. Les Ortoqides tiennent les environs de Saruj et de Mardin, les Danichmendides dominent le nord jusqu'à Samosate et les Byzantins tiennent la région de Marach, au bord de la Cilicie, qui leur a été remise par les Francs en 1097. Quelques cités, comme Bira et Malatya, sont tenues par des chefs arméniens.
Les deux premiers objectifs de Baudouin Ier sont de se concilier la population arménienne, afin qu’elle sache que leur protection est toujours assurée malgré la prise de pouvoir, et d’augmenter le territoire du comté. Pour le premier objectif, il épouse une noble arménienne, stratégie qui est reprise par la suite par ses deux successeurs. Pour le second, il commence par occuper le territoire situé entre Édesse et l’Euphrate, en prenant Saruj à Balak l’Orthoqide et Samosate au turc Ibn-Ghazi Balduk, probablement un cadet danishmendide. Puis Baudouin de Boulogne apprend la mort de son frère Godefroy de Bouillon, confie le comté à son cousin Baudouin du Bourg et se rend à Jérusalem pour y être couronné roi.

### Baudouin II du Bourg

Expansion du comté d'Édesse, de 1098 à 1131.

Baudouin II continue la politique de son prédécesseur. Il noue une alliance avec Gavril, seigneur de Malatya, qui a besoin de sa protection face aux Danishmendides, et épouse sa fille Morfia. 
Les Byzantins possesseurs de Marach depuis 1097, y avaient nommé un gouverneur arménien, Thatoul, mais les Francs guignaient cette place. C’est d’abord Bohémond de Tarente, prince d’Antioche qui tente de prendre la place en 1100 avant d’être appelé au secours de Malatya et capturé par les Turcs. Puis Josselin de Courtenay, seigneur de Turbessel, s’empare en 1104 de la ville qui devient un fief du comté. 
La même année, les Francs d’Antioche et d’Édesse organisent une opération concertée contre Harran, dans le but d’ouvrir la route qui permettrait de prendre Mossoul, puis Bagdad. Mais des querelles entre les chefs francs retardent l’opération et permettent aux chefs musulmans d’organiser la défense de la ville, puis l’arrivée d’une armée de secours qui défait les Francs le 7 mai 1104. Baudouin II et Josselin de Courtenay sont capturés, Tancrède assure la défense d’Édesse assiégée tandis que Bohémond de Tarente part en grande hâte pour chercher une armée de secours. Pendant la captivité de Baudouin II, le comté est administré par Tancrède qui, devant également assurer la régence de la principauté d’Antioche, le confie à Richard de Salerne, qui en profite pour rançonner les habitants d’Édesse,.
Baudouin II et Josselin de Courtenay sont libérés en 1108, et reviennent à Édesse dont ils reprennent le contrôle. Mais les exactions de Tancrède et de Roger de Salerne, pendant leur captivité, ainsi que le peu d’empressement à négocier leur libération, qui a fini par aboutir sans leur aide, suscitent leur colère, et ils se trouvent contre la principauté d’Antioche. Allié à Jâwali Saqâwâ, atabeg de Mossoul, il envahit la principauté d’Antioche, mais est repoussé par Tancrède, allié à Ridwan sultan d’Alep. Tancrède n’ose cependant pas le poursuivre, craignant l’arrivée d’une armée de secours conduite par Jâwali. Les Arméniens, appréhendant de tomber à nouveau sous la coupe des Normands à la suite de la victoire de Tancrède, envisagent un instant de s’émanciper de la domination latine, avant de voir revenir Baudouin II. 
Mais les musulmans commencent à s’organiser en contre croisade et la ville d’Édesse constitue leur première cible. Mawdûd ibn Altûntâsh, le nouvel atabeg de Mossoul, assiège Édesse une première fois en 1110 et ravage la campagne aux alentours. Le roi Baudouin Ier de Jérusalem mène une armée de secours qui force la levée du siège, mais les campagnes à l’est de l’Euphrate, jugées trop exposées aux razzias turques, sont évacuées. Mawdud tente une nouvelle incursion en avril 1112 et, après avoir tenté de prendre Édesse, assiège Saruj. Josselin de Courtenay, qui défend la ville, fait une sortie qui prend les Turcs par surprise et pille leur camp. Les Turcs reviennent alors à leur projet de siège d’Édesse, mais Josselin a rejoint la ville pour aider Baudouin. Il parvient à y déjouer le complot de quelques Arméniens qui se disposaient à livrer la ville aux Turcs,.
La partie du comté d’Édesse sur la rive orientale de l’Euphrate est constituée de quelques villes imprenables entourées de campagnes dépeuplées et razziées par les Turcs. En revanche la rive occidentale, autour de Turbessel est en pleine prospérité. En 1113, Baudouin, ruiné par les invasions turques, s’empare de Turbessel au détriment de son seigneur Josselin de Courtenay, qui se retire dans le royaume de Jérusalem où le roi Baudouin lui confie la principauté de Galilée. Profitant de la présence de Baudouin à Turbessel, des Arméniens tentent à nouveau de livrer la ville à Mawdud, mais le complot est découvert et Baudouin ordonne le 11 mai 1113 l'expusion des Arméniens de la ville d’Édesse. En février 1114, une grâce leur permet de revenir dans la ville. Un seigneur arménien de Kaisun, entre le comté et la Cilicie, Vasil Dgha, accepte d’être inféodé aux Turcs et Baudouin décide de le soumettre, pour éviter d’être pris en tenaille. Vasil Dgha tente de demander secours auprès de Thoros, seigneur des montagnes ciliciennes, mais ce dernier livre Vasil à Baudouin, qui s’empare de Kaisun et de Raban. Puis Baudouin élimine les derniers seigneurs arméniens de Bira et de Gargar, qu’il remplace par des seigneurs francs. Grousset explique qu'à partir de cette date, l'existence d'une seigneurie purement franque voisine d'une principauté purement arménienne (la Cilicie arménienne) vont diminuer les risques d'interférences dans leur politique intérieure et renforcer la collaboration franco-arménienne,.

### JosselinIerde Courtenay
Le roi Baudouin Ierde Jérusalem meurt le 2 avril 1118 au moment où Baudouin du Bourg quitte Édesse pour faire ses dévotions à Jérusalem. Il y arrive le jour des obsèques du roi et, avec l’aide d’Arnoul de Rœux, patriarche de Jérusalem, et de Josselin de Courtenay avec qui il s’est réconcilié, incite les barons de la Haute Cour du Royaume à voir sa candidature d’un œil favorable, au détriment des droits d’Eustache III de Boulogne, le frère du défunt roi. Baudouin est élu et sacré roi de Jérusalem le 14 avril 1118. En retour, Baudouin, qui avait confié temporairement le comté d’Édesse à un de ses cousins, Galéran du Puiset, l’inféode définitivement à Josselin Ier de Courtenay à la fin du mois d’août 1119,.
Mais il est capturé en 1122 par Balak, ainsi que le roi Baudouin II qui s’est porté à son secours. La régence du comté est assurée par Geoffroy le moine, seigneur de Marach. Par fidélité, une vingtaine de soldats arméniens se rendent à Kharpout, où ils sont détenus et tentent un coup de force qui réussit à libérer Josselin, sans parvenir à libérer Baudouin II. Josselin se venge ensuite en ravageant les alentours d’Alep, qui appartiennent à Balak, puis il participe à la coalition franco syrienne contre Aq Sonqor Bursuqî, atabeg de Mossoul en 1124. Puis des incursions lui permettent de progresser vers l’est et d’étendre le comté d’Édesse jusqu’au cours du Tigre vers Mardin et Amida. En 1131, alors qu’il assiège le château de Tell-Arran, devenu un repaire de brigands, pour le détruire, il est pris dans un éboulement d’une sape et grièvement blessé. Il apprend peu après que Ghazi Gumuchtegin, émir danishmendide, envahit l’ouest de ses états et constatant que son fils Josselin refuse de s’y rendre, estimant manquer de troupes, se rend en litière pour faire face à l’armée de Ghazi. Ce dernier préfère se retirer, tant Josselin avait fait preuve de sens militaire par le passé, et Josselin meurt à Doulouk, laissant le comté à son fils qui s’était montré timoré.

### Josselin II et la chute du comté

Fin et chute du comté d'Édesse, de 1131 à 1150.

Josselin II de Courtenay, le nouveau comte, démontre rapidement qu’il n’a pas l’envergure de son père. Il commence par soutenir les prétentions de la princesse Alix d’Antioche contre Foulques d’Anjou, roi de Jérusalem, mais le roi reprend facilement les choses en main. En 1138, il participe avec Raymond de Poitiers à la croisade franco-byzantine contre Alep et participe au siège de Shaizar, mais les Francs ne soutiennent pas suffisamment les actions byzantines, si bien que l’empereur Jean II Comnène finit par abandonner l’entreprise, ruinant les espoirs de faire d’Alep un nouvel état latin. Vers 1141-1143, Josselin conclut une alliance avec les Orthoqides, également menacé par Zengi. Cette alliance aurait pu être de taille à vaincre Zengi, mais les Orthoqides, se rendant compte du caractère brouillon de Josselin, préfèrent y mettre fin et se rapprocher de Zengi. Josselin est alors isolé, car il s’est brouillé avec Raymond de Poitiers, prince d’Antioche, Zengi décide alors d’envoyer une armée qui prend Édesse le 23 décembre 1144, puis Saruj en février 1145. Il assiège Bira en mars 1145, mais ne parvient pas à prendre la ville.
Zengi est assassiné le 15 septembre 1146 et Josselin II en profite pour reprendre Édesse le 27 octobre 1146. Mais Nur ad-Din le fils de Zengi, assiège de nouveau la ville, d’où Josselin s’enfuit le 2 novembre 1146. Édesse est reprise peu après et sa population chrétienne, qu’elle soit syriaque ou arménienne, est massacrée.

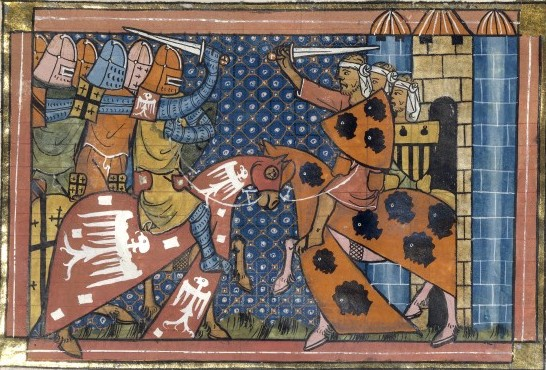
La bataille d'Édesse en 1146, par Richard de Montbaston (1337), Bibliothèque Nationale de France

Josselin II se replie sur Turbessel. La prise d’Édesse a suscité une seconde croisade en Europe et l’arrivée de cette croisade fournit un répit aux restes du comté d’Édesse, réduits à la rive ouest de l’Euphrate. Mais les croisés, au lieu de chercher à combattre Zengi et à reprendre Édesse, se tournent contre Damas, pourtant alliée des Francs. Quand ils repartent vers l’Europe, en 1149, Nur ad-Din reprend l’offensive. Le 29 juin 1149, il bat les Francs d’Antioche à Ma’arratha et tue Raymond de Poitiers. 
Pendant qu’il s’empare d’une partie de la principauté d’Antioche, Josselin s’adonne à la luxure et aux plaisirs et fait persécuter les chrétiens syriaques, au lieu de chercher à assurer la défense du comté. Mas`ûd Ier, sultan seldjoukide de Qonya exploite cette situation, prend Mar’ash et assiège Turbessel, mais l’intervention du roi Baudouin III de Jérusalem l’oblige à battre retraite. Qâra Arslan, émir orthoqide de Kharpout, s’empare de Gargar en 1150. Josselin est capturé le 4 mai 1150 alors qu’il se rend à Antioche et emprisonné à Alep, où il meurt en 1159. Sa femme Béatrice tente de défendre Turbessel au nom de son fils Josselin III mais, dépassée, obtient l’accord du roi Baudouin III pour vendre ses possessions (c'est-à-dire Turbessel, Doulouk, Rawadan et Aintab et leurs environs) aux Byzantins en août 1150. Ces derniers sont incapables de défendre leurs nouvelles possessions et Turbessel est prise par Nur ad-Din le 12 juillet 1151.

## Organisation féodale

### Les comtes d’Édesse
Bien que cet État soit l’État latin d’Orient le plus éloigné du royaume de Jérusalem, les liens familiaux entre les comtes d’Édesse et les rois de Jérusalem ont particulièrement resserré les liens féodaux entre les deux États, mettant le comté d’Édesse sous la suzeraineté effective du roi de Jérusalem.
Baudouin de Boulogne, le premier comte, ne l’est pas resté longtemps. En 1100, il prend à Jérusalem la succession de son frère Godefroy de Bouillon, devient le roi Baudouin Ier et confie le comté à un de ses cousins, Baudouin du Bourg, qui l’avait accompagné à Édesse. Lorsque Baudouin Ier meurt, les barons du royaume lui choisissent comme successeur Baudouin du Bourg, qui est couronné sous le nom de Baudouin II. Après avoir confié la régence du comté à un de ses cousins, Galéran du Puiset, il finit par inféoder Édesse à un autre cousin, Josselin de Courtenay. C’est ainsi que les comtes d’Édesse tenaient leur fief directement de la main du roi de Jérusalem, contrairement à la principauté d'Antioche et au comté de Tripoli, où la succession s’est très rapidement faite sur le mode de l’héritage filiatif, même si, lors de l’absence d’un seigneur majeur, le roi de Jérusalem était régent de droit de ces principautés.

### Les principaux fiefs
Le comte d’Édesse avait plusieurs vassaux, le plus souvent des seigneurs arméniens qui s’étaient mis sous la protection franque afin de résister à la pression musulmane. Par la suite, ces fiefs étaient passés directement aux mains de nobles francs.

#### La seigneurie de Bira
Dès 1099, Baudouin de Boulogne se rend maître de Bira (Birecik), un point stratégique, qui lui assure le contrôle d'un point de passage sur l'Euphrate et donc des communications avec la principauté d'Antioche. Dans un premier temps, il laisse la ville à un chef arménien du nom d'Abelgh'arib de la famille des Pahlavouni. Mais à partir de 1115, le comte Baudouin du Bourg cherche à éliminer la noblesse arménienne à la suite de plusieurs complots, assiège Bira en 1117 et prend la ville. Abelgh'arib se retire à la cour de Thoros II, prince d'Arménie, et Baudouin donne le fief à son cousin Galéran du Puiset, qui épouse la fille d'Abelgh'arib. Après la prise d'Édesse, Zengi tente de prendre Bira, mais doit lever le siège à cause d'une émeute à Mossoul. Bira est cédé en 1150 avec le reste du comté d'Édesse aux Byzantins, qui la perdent en 1151.

##### Seigneurs de Bira
- 1099-1117 : Abelgh'arib
- 1117-1127 : Galéran du Puiset († 1127)

#### La seigneurie de Marach
Vingt cinq ans avant l'arrivée des croisés, Marach est confiée à Philaretos Brakhamios par Romain IV Diogène, empereur byzantin. À la suite de la bataille de Manzikert, en 1071, Philaretos profite de son isolement de l'empire pour se tailler une principauté en Cilicie et autour d'Édesse et Antioche, mais ses possessions sont prises par les Turcs et seul Mar'ash reste en son pouvoir. Il meurt entre 1086 et 1092, mais Mar'ash reste arménienne, et quand les Croisés l'atteignent le 13 octobre 1097, ils la rendent aux Byzantins, qui y nomment gouverneur un Arménien du nom de Thatoul.
Bohémond de Tarente, prince d'Antioche tente de prendre la ville en l'assiégeant en 1100, mais il lève le siège pour secourir Gabriel de Malatya et est capturé peu après par les Turcs. En 1104, ce sont les Francs d'Édesse, conduit par Josselin de Courtenay, alors seigneur de Turbessel, qui assiègent et prennent la ville. Mar'ash devient alors une seigneurie franque, donnée à plusieurs seigneurs successifs, dont tous ne sont pas connus. Parmi eux, il y a Geoffroy le moine, régent du comté d'Édesse en 1122 pendant la captivité de Josselin de Courtenay. Le dernier seigneur, Renaud, est tué en même temps que Raymond de Poitiers lors de la bataille d'Inab, le 28 juin 1149. Josselin II réunit alors la seigneurie au comté, mais néglige de lui attribuer une garnison suffisante et Mas'ûd Ier s'empare de la ville le 11 septembre 1149.

##### Seigneurs de Marach
- 1097-1104 : Thatoul, gouverneur arménien pour Byzance
- 1104-1108 : Roger de Salerne († 1119), ensuite régent d'Antioche[35].
- avant 1119-1124 : Geoffroy le Moine († 1124)
- avant 1136-1146 : Baudouin de Marach (tué à Édesse en novembre 1146)
- 1146-1149 : Renaud († 1149), marié à Agnès de Courtenay

#### La seigneurie de Mélitène
La ville de Malatya est tenue par l'Arménien Gabriel, qui l'a reçue de Philaretos Brakhamios. Menacé par les Danichmendides, il demande successivement l'aide et la protection de Bohémond de Tarente, prince d'Antioche (en 1100), puis de Baudouin du Bourg, comte d'Édesse, en 1101, en offrant à ce dernier la main de sa fille Morfia. Mais la population syriaque de Malatya se révolte et livre la ville à Danichmend, qui fait tuer Gabriel.

##### Seigneur de Malatya
- 1085-1103 : Gabriel

#### La seigneurie de Turbessel
Turbessel est l'une des premières possessions de Baudouin de Boulogne, car la population arménienne de la ville se révolte au début de l’année 1098 contre sa garnison, lors de son passage en direction d’Édesse. En mars 1098, Baudouin de Boulogne est comte d’Édesse, et il reçoit en août son frère Godefroy de Bouillon qui a quitté Antioche en raison de la peste qui y sévit. Baudouin lui donne en fief Ravendel et Turbessel, mais ce dernier les lui rend en novembre, quand la croisade repart en direction de Jérusalem. En 1101, le comte Baudouin du Bourg accueille à Édesse un de ses cousins, Josselin de Courtenay et lui donne Turbessel en fief. Josselin seconde Baudouin dans ses entreprises contre les musulmans, mais les incursion turques qui pillent les campagnes à l’est de l’Euphrate entre 1110 et 1113 appauvrissent le domaine comtal de Baudouin. Au contraire, la seigneurie de Turbessel, à l’ouest de l’Euphrate est en pleine prospérité, protégée par le fleuve. La mésentente s’installe entre les deux seigneurs francs, et Baudouin finit par confisquer la seigneurie, qui est ensuite rattachée au domaine comtal et devient l’une des résidences des comtes d’Édesse. Après la prise d'Édesse, en 1144, Turbessel devient la capitale du comté, avant d'être cédée aux Byzantins en 1150, puis prise par Nur ad-Din en 1151.

##### Seigneurs de Turbessel
- 1098 : Godefroy de Bouillon
- 1101-1113 : Josselin de Courtenay

#### La seigneurie de Hazart
Après la chute d'Édesse en 1144, Hazart reste aux mains des chrétiens, mais passe sous la souveraineté de la principauté d'Antioche.

##### Seigneurs de Hazart
- avant 1170 : Tancrède de Hazart
- avant 1195 : Pierre Ier de Hazart
- avant 1219 : Guillaume de Hazart
- vers 1263 : Pierre II de Hazart

## Référencement

### Sources
- Jean-Claude Cheynet (dir.), Le monde byzantin : volume. II : L'Empire byzantin (641-1204), Paris, Presses universitaires de France, coll. « Nouvelle Clio — L'histoire et ses problèmes », 2006, 544 p. (ISBN 978-2-13-052007-8)
- René Grousset, Histoire des croisades et du royaume franc de Jérusalem, Paris, Perrin, 1936 (réimpr. 1999) :
  -  I. L’anarchie musulmane – 1095-1130, 1934  (ISBN 2-262-02549-5) (BNF 40943218) .
  -  II. L’équilibre – 1131-1187, 1935  (ISBN 2-262-02568-1) .
- Monique Amouroux-Mourad (dir.), Le Comté d’Édesse (1098-1150)., Presses de l'Ifpo, 2006, 544 p. (ISBN 978-2-13-052007-8)
- Nikita Elisséeff (dir.), Nūr ad-Dīn. Tome I: Un grand prince musulman de Syrie au temps des Croisades ..., Institut français de Damas, 1967 (ISBN 978-2-35-15-91055)